# Phyllotreta lepidula
Phyllotreta lepidula är en skalbaggsart som först beskrevs av J. L. Leconte 1857.  Phyllotreta lepidula ingår i släktet Phyllotreta och familjen bladbaggar. Inga underarter finns listade i Catalogue of Life.